# حاسوب محمول

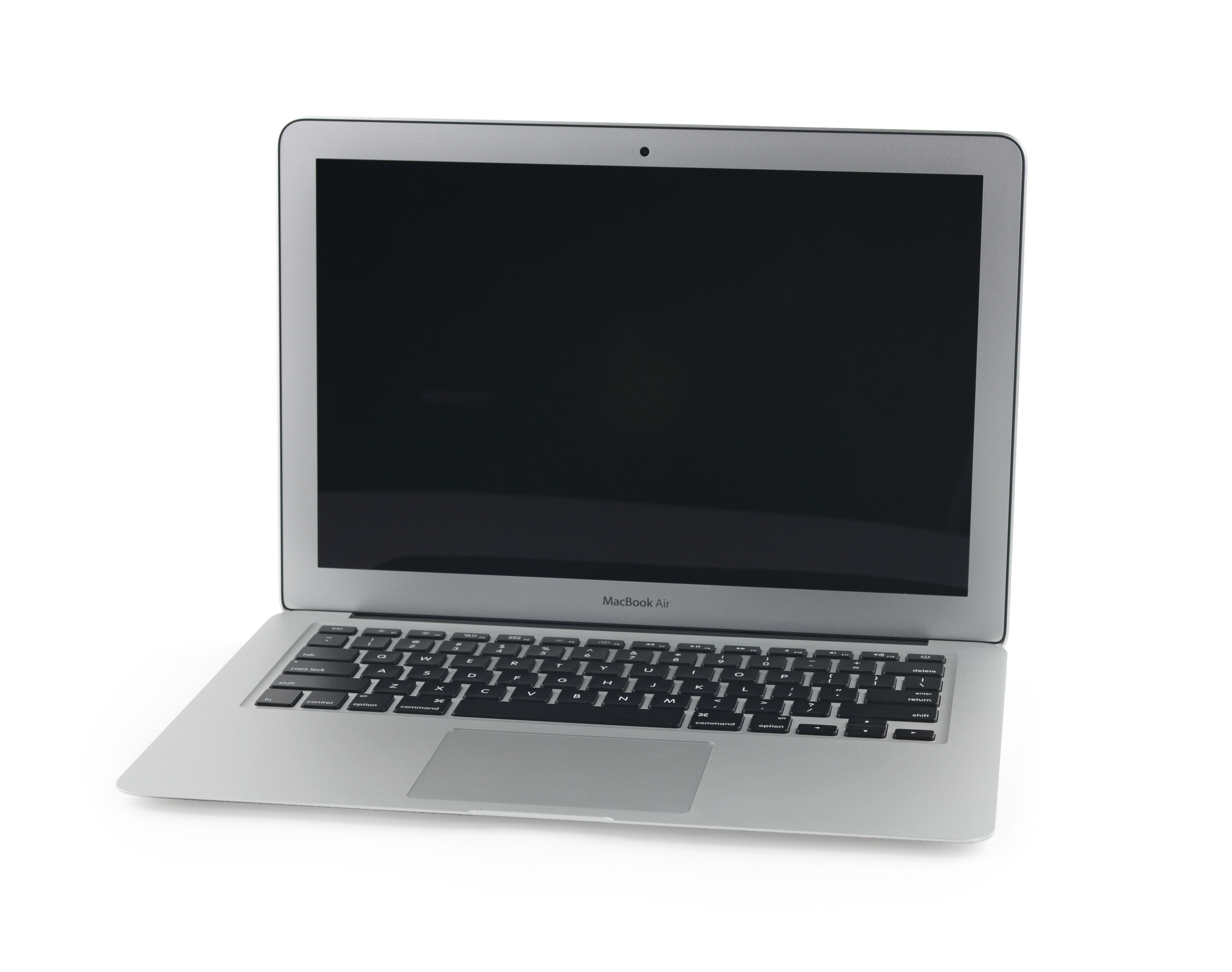
ماك بوك إير حديث من إنتاج شركة أبل.

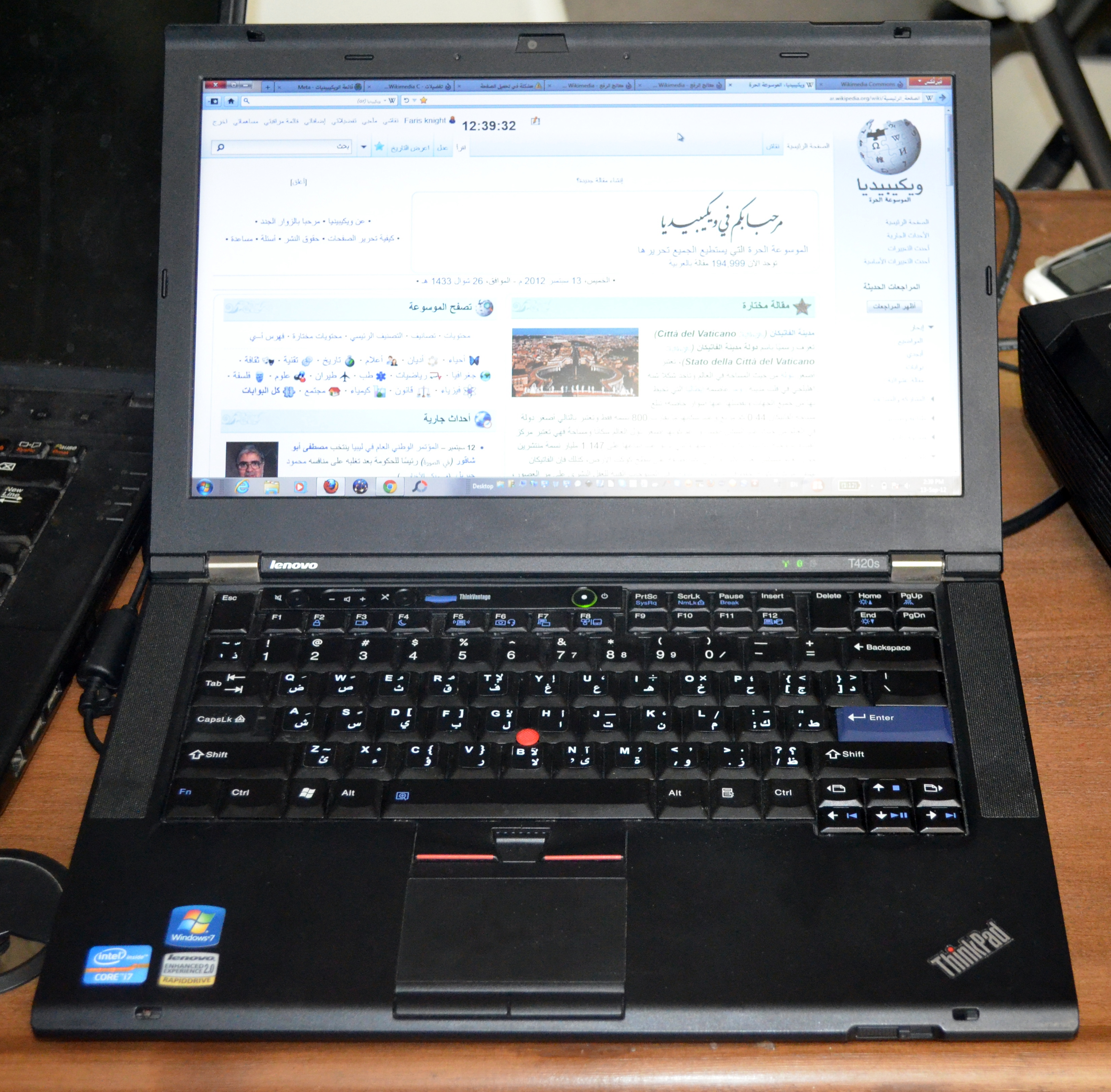
حاسوب محمول مفتوح على ويكيبيديا النسخة العربية

الحاسوب المحمول أو حاسب المفكرة أو الحاضون (بالإنجليزية: Notebook Computer, Laptop)‏ هو حاسوب شخصي صغير محمول عادة ما يكون في تصميم صدفي [الإنجليزية]، عادةً ما يحتوي على شاشة حاسوب إل سي دي (LCD) رقيقة أو إل إي دي (LED) مثبتة داخل الغطاء العلوي ولوحة مفاتيح أبجدية رقمية داخل الغطاء السفلي. يُفتح الغطاء لاستخدام الحاسوب. تُطبق أجهزة الحاسوب المحمولة أثناء التنقل، ولذا هي مناسبة للاستخدام المحمول. تأتي الكلمة الإنجليزية (Laptop) من كلمة (Lap) والتي تعني الحضن، حيث غالباً ما يوضع الحاسوب المحمول على هذه المنطقة عند الاستخدام. في الأصل كان هناك تمييز بين أجهزة الحاسوب المحمولة وأجهزة حواسيب المفكرة (الأولى أكبر وأثقل من الأخيرة)، ولكن اعتبارًا من عام 2014، لم يعد هناك أي فرق في الغالب. اليوم، ينتشر استخدام أجهزة الحاسوب المحمولة في مجموعة متنوعة من الإعدادات، مثل العمل، والتعليم، ولعب الألعاب، وتصفح الويب، والوسائط المتعددة الشخصية، والاستخدام العام للحاسوب المنزلي.
تجمع أجهزة الحاسوب المحمولة بين جميع مكونات وإمكانات الإدخال/الإخراج للحاسوب المكتبي، بما في ذلك شاشة الحاسوب، ومكبرات الصوت الصغيرة، ولوحة المفاتيح، وجهاز تخزين البيانات، وأحيانًا محرك الأقراص الضوئية، وأجهزة المؤشر (مثل لوحة اللمس أو لوحة التتبع)، والمعالج، والذاكرة في وحدة واحدة. تتميز معظم أجهزة الحاسوب المحمولة الحديثة بكاميرات ويب مدمجة وميكروفونات مدمجة، في حين أن العديد منها يحتوي أيضًا على شاشات تعمل باللمس. يمكن تشغيل أجهزة الحاسوب المحمولة إما من بطارية داخلية أو من خلال مصدر طاقة خارجي من محول تيار متردد. تختلف مواصفات الأجهزة، مثل سرعة المعالج وسعة الذاكرة، اختلافًا كبيرًا بين الأنواع المختلفة والماركات والموديلات ونقاط السعر.
يمكن أن تختلف عناصر التصميم وعامل الشكل [الإنجليزية] والبناء كثيرًا بين الموديلات اعتمادًا على الاستخدام المقصود. تشمل الأمثلة على النماذج المتخصصة لأجهزة الحاسوب المحمولة أجهزة الحاسوب المحمولة القوية للاستخدام في التطبيقات الإنشائية أو العسكرية، بالإضافة إلى أجهزة الحاسوب المحمولة منخفضة التكلفة مثل تلك الموجودة في مؤسسة حاسوب محمول لكل طفل (OLPC)، والتي تتضمن ميزات مثل الشحن عن طريق الشمس والمكونات شبه المرنة التي لا توجد في معظم أجهزة الحاسوب المحمولة. عُدت أجهزة الحاسوب المحمولة، التي تطورت لاحقًا إلى أجهزة حاسوب محمولة حديثة، في الأصل سوقًا صغيرة متخصصة، في الغالب للتطبيقات الميدانية المتخصصة، كما هو الحال في الجيش، للمحاسبين، أو لمندوبي المبيعات المتنقلين. مع تطور أجهزة الحاسوب المحمولة إلى الحاسوب المحمول الحديث، أصبحت تستخدم على نطاق واسع لمجموعة متنوعة من الأغراض.

## التاريخ

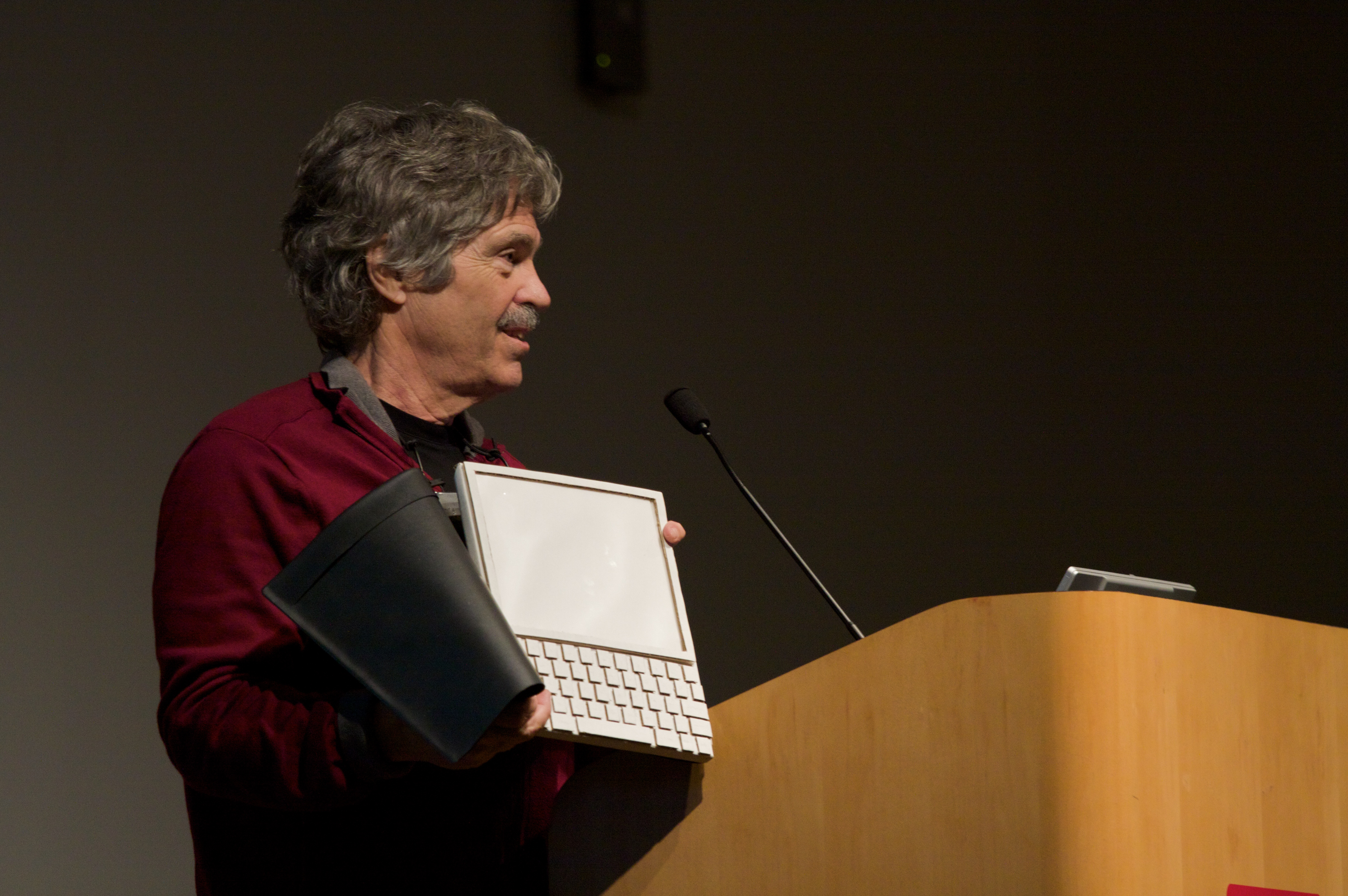
ألان كاي حاملاً نموذج بالحجم الطبيعي لمفهوم دينابوك في عام 2008.

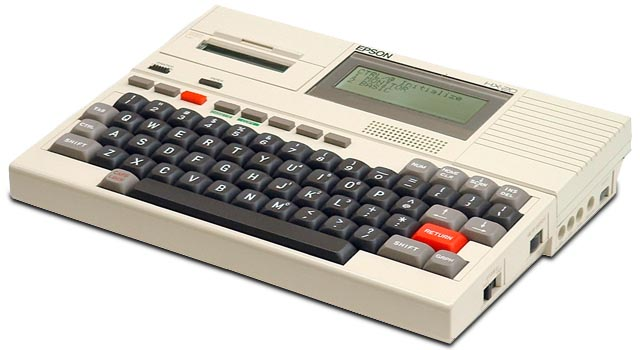
اختُرع إبسون إتش إكس-20، وهو أول "حاسوب محمول" في عام 1980 وأُعلن عنه في عام 1981.

بعد ظهور الحاسوب الشخصي مع بداية سبعينيات القرن العشرين لاحت فكرة حاسوب محمول عبر عنها ألان كاي Alan Kay من شركة Xerox سنة 1972، وعرضت شركة أي.بي.أم سنة 1973 مشروعها IBM SCAMP project، ليُسوّق أول نتاج للمشروع سنة 1975، وهو IBM 5100، أول محمول سُوِّق، وأعلن سنة 1981 عن أول محمول بحجم ووزن صغير. Epson HX-20 حاسوب من شركة أبسون بشاشة أل.سي.دي وبطارية قابلة للشحن وطابعة بحجم حاسبة بوزن 1.6 كلغ.

## السمات الأساسية
يحتوي جهاز الحاسوب في جسم واحد على:
- البطاقة الأم تحمل المعالج (مصمم خصيصًا له باستهلاك أقل للطاقة) والذاكرة.
- قارئ أقراص: سابقًا كانت أقراص مرنة، أما حاليًا فهي في الأغلب أقراص دي.في.دي.
- قرص صلب يتميز بصغر حجمهُ مقارنة مع القرص العادي.
- شاشة عرض في الغالب أل.سي.دي.
- لوحة مفاتيح (بالإنجليزية: keyboard)‏
- لوحة تحديد الموضع (بالإنجليزية: Touchpad)‏
- مآخذ: مأخذ الشبكات، مآخذ يو.أس.بي.
- وصلات لاسلكية: واي فاي، بلوتوث.

وذلك إضافة إلى بطارية داخلية وفي بعض الأحيان خارجية أيضًا تسمح بفترة من الاستقلالية من دون شحن، وأغلب هذه المكونات موجودة بالحاسوب العادي، ولكنها في الحاسوب المحمول أصغر حجمًا، وهذا يفسر الفارق في الأسعار.

## المزايا
أهم ميزات المحمول هو إمكانية حمله ونقله لخفة وزنه وصغر حجمه، ما يجعل منه الرفيق في التنقلات، وتقريبًا نفس الأزرار الموجودة فيه موجودة في الحاسوب المكتبي، ولاستعمال الإنترنت لا يتطلب وصله بل يمكن استعماله من أي مكان (طبعاً إن كان هناك مودم).

## المساوئ
- أقل كفاءة نسبيًّا مقارنة مع الحاسوب المكتبي.
- صعوبة أو استحالة ترقية المكونات.
- قصر عمر الاستعمال مقارنة بالحاسوب المكتبي (بسبب الترقية السابق).
- ضعف نسبي في الحماية نظرًا لسهولة نقله مما يضاعف إمكانية السرقة.
- التسبب في بعض المشاكل الصحية خاصة مشاكل الظهر والعمود الفقري وكذا تأثير على خصوبة الرجال، فقد بينت الدراسات أن الأشخاص الذين يضعون اللابتوب فوق أرجلهم وهم في حالة الجلوس ولا يضعونه على طاولة أو ما شابه وخصوصاً من فئة الرجال، فإن ذلك يؤدي إلى حالات عقم على المدى الطويل بسبب الحرارة المنبعثة من مراوح التبريد الخاصة باللابتوب، والتي تضعف القدرة الجنسية عند الرجال خصوصاً إذا كانت وضعية اللابتوب قريبة من منطقة الوسط لدى الرجل.[5]

## أهم الشركات المصنعة
- آبل
- إتش بى
- أسوس
- لينوفو
- ديل
- توشيبا
- سامسونج
- آيسر
- مايكروسوفت